# NGC 6870
NGC 6870 est une vaste galaxie spirale intermédiaire située dans la constellation du Télescope. Sa vitesse par rapport au fond diffus cosmologique est de 2 813 ± 14 km/s, ce qui correspond à une distance de Hubble de 41,5 ± 2,9 Mpc (∼135 millions d'al). NGC 6870 a été découverte par l'astronome britannique John Herschel en 1834.
La classe de luminosité de NGC 6870 est I-II.
À ce jour, 11 mesures non basées sur le décalage vers le rouge (redshift) donnent une distance de 55,218 ± 11,944 Mpc (∼180 millions d'al), ce qui est à l'intérieur des valeurs de la distance de Hubble. Notons cependant que c'est avec la valeur moyenne des mesures indépendantes, lorsqu'elles existent, que la base de données NASA/IPAC calcule le diamètre d'une galaxie et qu'en conséquence le diamètre de NGC 6870 pourrait être d'environ 41,1 kpc (∼134 000 al) si on utilisait la distance de Hubble pour le calculer.

## Groupe de NGC 6868
Selon A. M. Garcia NGC 6870 fait partie du groupe de NGC 6868. Ce groupe de galaxies renferme au moins 11 membres.  Les autres galaxies sont NGC 6851, NGC 6861, NGC 6868, NGC 6875, NGC 6893, IC 4943, NGC 6861D (PGC 64153), NGC 6875A (PGC 64240), ESO 233-36 et ESO 284-47.